# Јусејн Болт
Јусејн Сент Лео Болт (енгл. Usain St. Leo Bolt; Трелони, 21. август 1986) бивши је спринтер са Јамајке. Он се такмичио у дисциплинама 100 и 200 метара, као и у штафети 4 × 100 метара. Актуелни је олимпијски победник, као и власник светског и олимпијског рекорда у све три дисциплине. Постао је први спринтер у историји који је освојио осам златних олимпијских медаља.
На Летњим олимпијским играма 2008. у Пекингу поставио је светски рекорд у трци на 100 метара резултатом 9,69 секунди и светски рекорд у трци на 200 метара са временом 19,30 секунди. Први је спринтер у историји којем је пошло за руком да обори светски рекорд у обе ове дисциплине на истом такмичењу.
Занимљиво је да је Болт био светски првак на 200 метара, а да му је ово такмичење у трци на 100 метара било тек пето званично такмичење у каријери.
На Светском првенству у Берлину 16. августа 2009. побољшао је свој светски рекорд из Пекинга у трци на 100 метара на 9,58 секунди. Четири дана касније, 20. августа, у финалној трци на 200 метара осваја златну медаљу уз постављање новог светског рекорда 19,19 секунди.
На Светском првенству у Москви 2013. осваја три златне медаље и то на 100 м, 200 м и 4 × 100 м.
Још током основне школе је показивао изузетан спринтерски потенцијал и у том периоду је учествовао на државном првенству основних школа.
У средњој школи се бавио и крикетом. Тренер школске крикет екипе је уочио његову брзину на терену и усмерио га је да се посвети искључиво атлетици.

## Детињство и младост
Болт је рођен 21. августа 1986. у Шервуд контенту, градићу у Трелонију на Јамајци. Његови родитељи, Велесли и Џенифер су имали малу бакалницу у руралном делу земље. Јусејн има брата Садикија и сестру Шерин. Мама га је упознала са вером у Бога кад је био мали, па чак и данас пре трке након што се прекрсти, покаже прстом у небо. Болт је, попут друге деце, време проводио играјући крикет и фудбал на улици са својим братом. Касније у једном интервјуу је изјавио: „Кад сам био мали, нисам мислио ни о чему другом осим спорта“
Јусејн је похађао основну школу Waldensia Primary a All-age School. Управо је тамо, као дете, Болт показао свој спринтерски потенцијал када је трчао на годишњем националном састанку основних школа, представљајући своју парохију. До своје дванаесте године, Болт је постао најбржи тркач школе на трке од 100 метара. Па ипак, Јусејн није придавао велики значај томе. Након завршене основне школе, отишао је у школу William Knibb Memorial High School. Овде се он фокусирао на друге спортове, али га је школски тренер из крикета, приметивши његову брзину, посаветовао да почне да се бави атлетиком. Бивши учесник Олимпијских игара на 100 м, Пабло Мекнил, је заједно са тренером Двејном Баретом, усмерио Болта на спринтерске дисциплине и помогао му је да побољша своје способности у том погледу. Године 2001. на првенству своје школе у трци на 200 м је заузео друго место са временом 22,04. Пабло Мекнил је постао његов тренер, али Јусејн се није довољно посветио тренингу.
У априлу 2009, Болт је за немачки таблоид Билд признао да је као младић покушао лаке дроге, попут марихуане. Неколико дана касније јавно је рекао да је заштићен од све дроге, јер они нису добри за спорт, а ни за човека. На крају истог месеца имао је саобраћајну несрећу, без озбиљнијих повреда, али је ипак морао да прескочи заказани састанак.
Јусејн воли да плеше, а омиљени спортови су му фудбал и крикет. Он је често окарактерисан као кул и духовит. Такође је познато да често пре старта трке прави смешне фаце како би опустио и забавио публику. Његови спортски узори су Мајкл Џонсон и Дон Квери.

## Олимпијске игре 2008.
Болт се на Олимпијским играма 2008. у Пекингу такмичио у тркама на 100 и 200 метара, и као актуелни светски рекордер на 100 метара био је највећи фаворит за освајање злата у обе ове дисциплине. Светски рекордер на 200 и 400 метара Мајкл Џонсон је подржао Болта. Изјавио је тада да Болту неће представљати проблем то што нема довољно искуства. Пласман у финале трке на 100 метара Болт је изборио тако што је у четвртфиналу и полуфиналу трчао 9,92 односно 9,85 секунди.
У финалној трци, деоницу од 100 метара је истрчао за 9,69 секунди, чиме је поправио сопствени светски рекорд. Трку је завршио са значајном предношћу у односу на другопласираног Ричарда Томсона. Болт је успео да постави нови светски рекорд без помоћи ветра (+0,0 м/с), а и када је схватио да ће победити у трци, осетно је успорио како би прославио победу. Његов тренер је тада изјавио да је Болт могао да оствари време од 9,52 секунде само да је трчао до краја као што је трчао у првих 60 метара трке. После анализе финалне трке од стране Института за теоретску астрофизику Универзитета у Ослу, физичар Ханс Ериксен и његове колеге су закључиле да је Болт ову трку могао да трчи испод 9,60. Узевши у обзир бројне факторе као што су Болтов положај, убрзање и брзина у односу на другопласираног Томсона, тим научника је установио да је Болт могао да оствари резултат од 9,55 да није почео да се радује пре поласка кроз циљ.
Болт је тада изјавио да му поправљање светског рекорда није било приоритет, већ да је његов основни циљ био освајање златне медаље, прве за Јамајку на играма у Пекингу. Освајач олимпијске медаље, Крис Акабуси је Болтово пљескање по грудима пре проласка кроз циљ окарактерисао као обично шепурење, које га је коштало бољег резултата. Председник Међународног олимпијског комитета Жак Рог је оценио да је Болт својим поступком омаловажио своје противнике. Болт се бранио да му то није била намера, већ да је једноставно био пресрећан када је схватио да нико не може да угрози његову победу. Ламин Дијак, председник Међународне асоцијације атлетских федерација је подржао Болта изјавом да је његова прослава победе била прикладна с обзиром на њене околности.